# 프랭키와 쟈니
《프랭키와 쟈니》(영어: Frankie and Johnny)는 미국에서 제작된 1991년 로맨틱 코미디 드라마 영화이다. 게리 마셜이 연출과 제작을 맡고, 알 파치노, 미셸 파이퍼 등이 출연하였다.
미셸 파이퍼는 이 영화를 통해 1992년 제49회 골든 글로브상 뮤지컬·코미디 영화 부문 여우주연상 후보에 올랐다.

## 출연진
- 알 파치노 - 조니 역
- 미셸 파이퍼 - 프랭키 역
- 헥터 엘리존도 - 닉 역
- 네이선 레인 - 팀 역
- 케이트 넬리건 - 코라 역
- 제인 모리스 - 네다 역
- 그레그 루이스 - 티노 역
- 엘리 키츠 - 아터미스 역
- 글렌 플러머 - 피터 역
- 숀 오브라이언 - 보비 역
- 필 리즈 - 딜리온 씨 역
- 프랭크 캠퍼넬라 - 은퇴한 손님 역
- 앨 새피엔자 - 피터의 룸메이트 역
- 트레이시 라이너 - 파티의 변호사 역
- K 캘런 - 프랭키의 어머니 역
- 프랭크 벅스턴 - 목사 역
- 디디 파이퍼 - 프랭키의 사촌 역

## 기타 제작진
- 공동 제작: 닉 애브도
- 배역: 린 스톨매스터
- 미술: 앨버트 브레너
- 의상: 로재나 노턴

## 우리말 녹음
MBC 성우진 (2005년 6월 17일)
- 이정구 - 조니 (알 파치노)
- 윤소라 - 프랭키 (미셸 파이퍼)
- 김명수 - 닉 (헥터 엘리존도)
- 전임복 - 프랭키 엄마 (K 캘런)
- 기경옥 - 코라 (케이트 넬리건)
- 김순선 - 네다 (제인 모리스)
- 이철용 - 티노 (그레그 루이스)
- 김호성 - 딜리온 (필 리즈)
- 송준석 - 보비 (숀 오브라이언)
- 최한 - 팀 (네이선 레인)
- 배정민 - 토니
- 김용준
- 방성준
- 이원찬
- 정재헌
- 조현정
- 김두희
- 양준건